# Валт Ернштрейт
Валт Ернштрейт (лів. Valt Ernštreit; нар. 26 травня 1974, Рига) — латвійський філолог, поет і громадський діяч, активіст лівського мовного відродження.

## Біографія
Закінчив відділення фінно-угорської філології Тартуського університету (2002), потім навчався в аспірантурі Латвійського університету. У 2010 захистив докторську дисертацію «Формування лівської писемності» (ест. Liivi kirjakeele kujunemine). З 2011 веде дослідницьку роботу в Тартуському університеті.
1994 заснував Центр лівської культури (лів. Līvõ Kultūr sidām) і до 1996 керував ним.
Публікує вірші, написані латвійською та лівською мовами. Книги поезій Ернштрейта опубліковані також у перекладах естонською мовою (ест. Nagu lumehelbed talvel ...; 2013) і англійською (англ. Dark energy; 2014) мови.
Уклав антологію лівської поезії.

## Нагороди
- Кавалер норвезького Ордена Святого Олафа (1998);
- Кавалер естонського Ордена Хреста землі Марії IV класу (2012);
- Кавалер фінського Ордена Лева Фінляндії (2013).